# Емингтон (Илиноис)
Емингтон (енгл. Emington) град је у америчкој савезној држави Илиноис.

## Демографија
По попису из 2010. године број становника је 117, што је 3 (-2,5%) становника мање него 2000. године.
| Група             | 2000.       | 2010.       |
| Белци             | 117 (97,5%) | 108 (92,3%) |
| Афроамериканци    | 0 (0,0%)    | 0 (0,0%)    |
| Азијати           | 1 (0,8%)    | 7 (6,0%)    |
| Хиспаноамериканци | 0 (0,0%)    | 1 (0,9%)    |
| Укупно            | 120         | 117         |